# Industriemotor

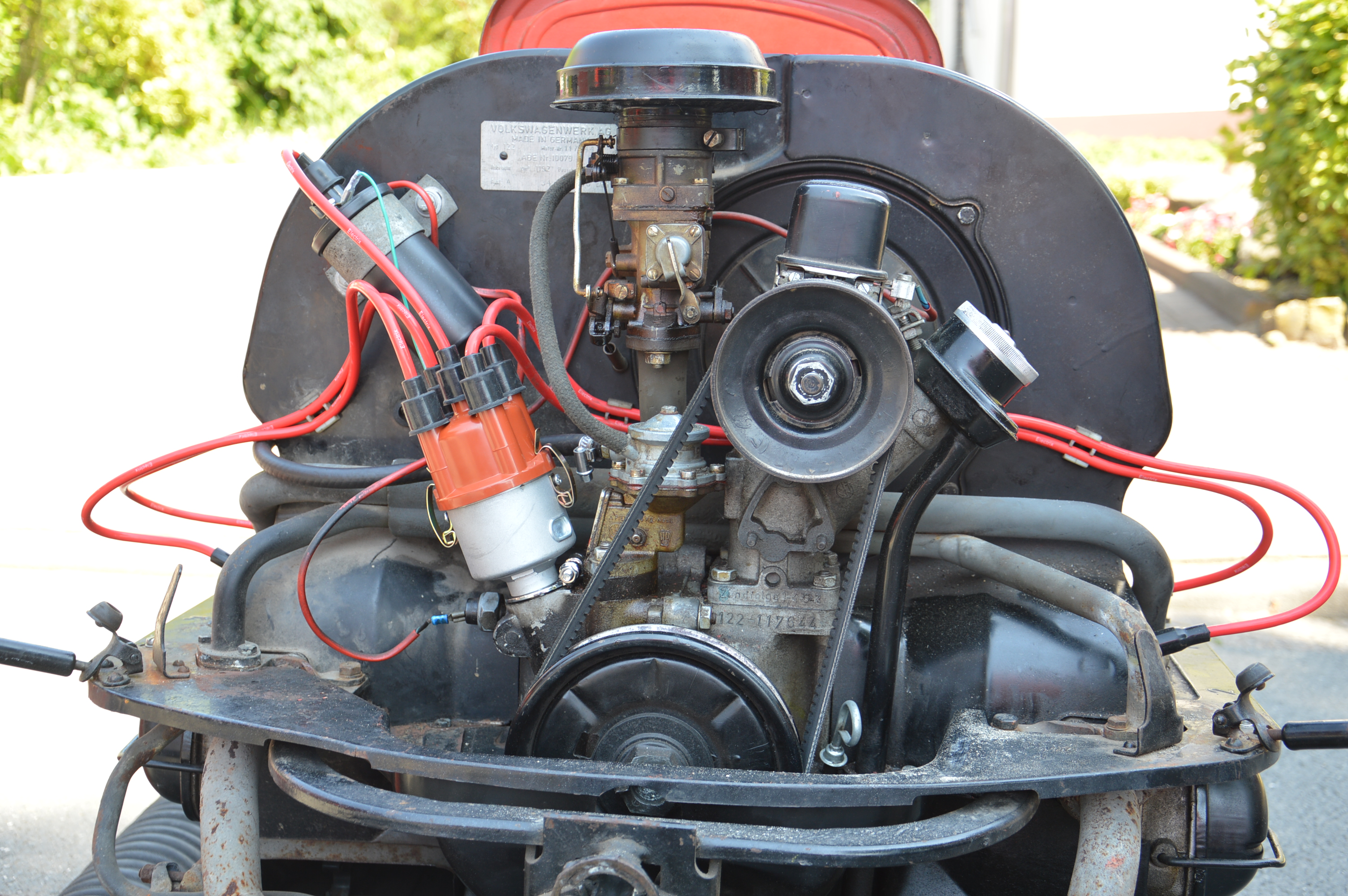
Ein klassischer Industriemotor der 1960er-Jahre: Der VW Typ 122, ein Ottomotor, hier als Antrieb einer Tragkraftspritze 8/8.

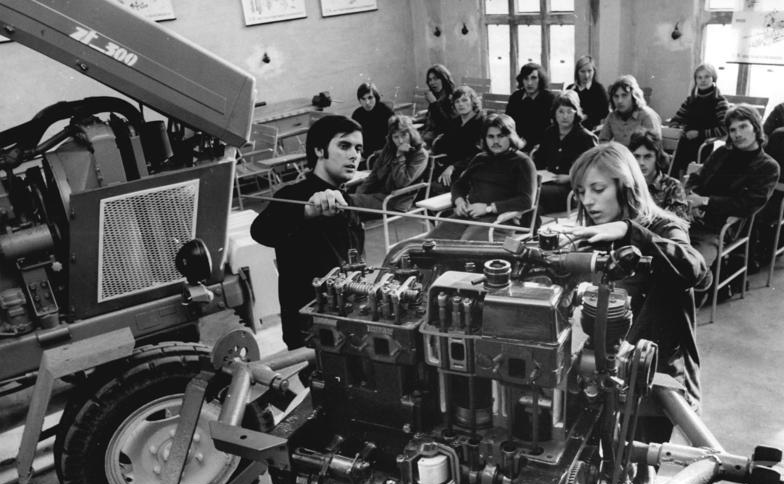
Größerer Industriemotor, der eher als Fahrzeugantrieb konzipiert ist: 4 VD 14,5/12-1 SRW

Ein Industriemotor ist ein Motor, der speziell für industrielle Anwendungen entwickelt oder angepasst wurde. 
Klassischerweise zählen Einbaumotoren und Stationärmotoren sowie Motoren für Notstromaggregate, Industrieanlagen und Nutzfahrzeuge wie Schlepper, Erntemaschinen, Flurförderfahrzeuge und Lastwagen zu den Industriemotoren. 
Der Begriff ist weit gefächert und umfasst sowohl Verbrennungs- als auch Elektromotoren. 
Kennzeichnend ist, dass Industriemotoren sich nicht an Privatanwender richten, sondern eher an Dritthersteller, die für den Antrieb ihrer Produkte robuste Motoren benötigen.

## Verbrennungsmotoren
Bei Verbrennungsmotoren gibt es sowohl Diesel- als auch Otto- und Wankelmotoren.
Die kleinsten und leistungsschwächsten Industriemotoren werden in Geräte wie Rasenmäher und Motorsägen eingebaut, während sich das Hauptspektrum der Verbrennungsmotoren auf die Leistungsklasse bis ca. 60 kW konzentriert, die für den Antrieb von bereiften Fahrzeugen in Betracht kommen. Die größten Industriemotoren werden in Fahrzeuge wie Lokomotiven eingebaut. Anders als zum Beispiel Pkw-Motoren haben Industriemotoren oft eine andere Motorcharakteristik, die Nenndrehzahl, das Drehmoment und somit auch die spezifische Hubraumleistung sind reduziert. Entwickelt werden können Industriemotoren entweder als reine Industriemotoren oder aber Pkw-Fahrzeugmotoren werden zum Industriemotor umgerüstet. Bei Leistungen bis ca. 15 kW–20 kW dominieren luftgekühlte Einzylindermotoren, während in der Leistungsklasse von 20 kW–60 kW meist ein- oder mehrzylindrige Motoren mit bis zu vier Zylindern zu finden sind. Bei Leistungen oberhalb von 60 kW sind Industriemotoren meist so gebaut, dass sie sich auch problemlos als Fahrzeugantrieb einsetzen lassen; viele Industriemotoren der Leistungsklasse über 60 kW sind oft vom Nutzfahrzeugmotor abgeleitet.
Eine Sonderstellung nehmen die sogenannten Heavy-Duty-Motoren ein, die eher hinsichtlich niedriger Anschaffungskosten, vielseitiger Einsetzbarkeit und vor allem Robustheit konzipiert sind. Kraftstoffverbrauch, Schadstoffemissionen und spezifische Leistung sind nebensächlich. Diese Motoren sind meist Vier- oder Sechszylinder-Saugmotoren.